# Martin Vestby
Martin Gillebo Vestby, född 25 februari, 1977 i Tønsberg, Norge är en före detta tävlingscyklist för Team ProComm-Van Hemert från Nederländerna, CK Jarlsberg, Horten & Omegn CK, Sandnes SK, Glåmdal-Nittedal Elite, Bioagrico Cureghem Sportif från Belgien och Team Bianchi Nordic från Sverige.
Vestby har efter sin cykelkarriär varit tränare, bland annat för svenska OS-medaljören Emma Johansson. Johansson och Vestby har också en privat relation och gifte sig 2011.
Paret bor i Tønsberg.